# Hymenopenaeus fattahi
Hymenopenaeus fattahi är en kräftdjursart som beskrevs av Ramadan 1938. Hymenopenaeus fattahi ingår i släktet Hymenopenaeus och familjen Solenoceridae. Inga underarter finns listade i Catalogue of Life.